# Porotrichum lancifrons
Porotrichum lancifrons är en bladmossart som beskrevs av Mitten 1869. Porotrichum lancifrons ingår i släktet Porotrichum och familjen Neckeraceae. Inga underarter finns listade i Catalogue of Life.